# History of Economic Ideas
History of Economic Ideas (HEI) – специализированный экономический журнал на английском языке (Италия); издаётся с 1983 г.
Цель журнала: развивать сотрудничество между учёными, развивающими исторический метод исследований и способствуют распространению экономических идей за пределами узкого круга специалистов.
В журнале, кроме статей и обзоров литературы публикуются архивные материалы и рецензии на новые книги по истории экономической мысли.
В редакционный совет журнала входят известные специалисты в области истории экономической мысли, в том числе У. Самуэльс (США), Ю. Шинойа (Япония) и др.
Периодичность выхода: 3 номера в год.